# Червеният дракон (филм)
„Червеният дракон“ (на английски: Red Dragon) е американски филм от 2002 г. на режисьора Брет Ратнър. Това е втората екранизация на едноименния роман на Томас Харис, адаптиран през 1986 г. като „Преследвачът“ (Manhunter) на режисьора Майкъл Ман. Действието в „Червеният дракон“ се развива преди това в „Мълчанието на агнетата“ (1991) и „Ханибал“ (2001), в които ролята на Ханибал Лектър също се изпълнява от Антъни Хопкинс.

## Сюжет
Внимание:  Текстът по-долу разкрива сюжета на произведението (или части от него)!
След вечеря с музикантите от Балтиморската филхармония, организирана от известния психиатър Ханибал Лектър, при него идва Уил Греъм, агент на ФБР, разследващ престъпленията на някакъв маниак. С помощта на опитния психиатър, Уил се опитва да разгадае мотивите зад маниака и стига до заключението, че мистериозният убиец поглъща части от жертвите си. Разглеждайки книгите в лекарската библиотека, Греъм с ужас открива книга за приготвянето на изискани ястия и осъзнава, че маниакът и канибалът е самият доктор. Лектър атакува Уил, наранявайки го сериозно, но Греъм успява да нарани лекаря в замяна. Кървавият канибал е задържан, осъден и настанен в психиатрична клиника от затворен тип, а Греъм, след дълго лечение, се оттегля от ФБР и живее със семейството си на брега във Флорида.
Много години по-късно Джак Кроуфорд, бившият му шеф, се обръща за помощ към Греъм. На територията на Съединените щати, но в различни градове, има две убийства, чудовищни по своята жестокост, при които умират възрастни семейни двойки и техните деца. В очите на вече мъртвите жертви маниак, когото пресата нарича „Фея на зъбките“, вмъкна парченца огледало. За да разследва тези престъпления, Греъм е принуден да се обърне към дългогодишния си познат, д-р Ханибал Лектър. Лектър се съгласява да помогне на Уил, но започва коварна психологическа игра с Греъм. По съвет на доктора Греъм се връща в къщата на жертвите, където намира аматьорска видеокасета, направена в студиото, и открива белега на виновника – фигурката „Червения дракон“ от играта маджонг. Огледалата, които престъпникът внимателно чупи, показват, че маниакът се смята за някакъв по-нисш човек, който не заслужава да бъде погледнат. Това чудовище е Франсис Долархайд, служител на фотостудиото на Chromolux.
Роден с „заешка устна“, Долархайд от детството е бил подложен на постоянен тормоз и унижение от отглеждането на баба му, в резултат на което той е станал психопат, който смята, че трябва да „се прероди“ в големия червен дракон. Долархайд е толкова завладян от тази мисъл, че заминава за кратко за Азия и си прави огромна татуировка, подобна на известната рисунка на Уилям Блейк „Великият червен дракон и съпругата, облечена в слънцето“. Решавайки, че жертвите са необходими за неговата „трансформация“, Долархайд започва своите ужасяващи престъпления. В същото време Долархайд, възхитен от д-р Лектър, му пише писмо, а Лектър на свой ред, с помощта на измама, дава на маниака заповед да намери и убие семейството на Греъм. Само навременната намеса на Уил избягва ужасна трагедия. Кроуфорд крие съпругата и сина на Греъм в ранчото на роднините си и с големи трудности убеждава Уил да продължи разследването си.
За да провокира маниака и да го накара да сгреши, Кроуфорд привлича скандалния и безпринципен журналист Фреди Лаундс от таблоида Tattler, който публикува снимка на ранения Греъм. Уил дава „интервю“, в което „Феята на зъбките“ е представена като банален убиец и жалък импотент. Резултатът съвсем не е такъв, какъвто ФБР се надява: Долархайд отвлича Лаундс и след като е разказал за „превръщането си в дракон“, изгаря нещастния журналист жив на улицата, залепвайки го за инвалидна количка.
Но скоро в живота на маниака се случва удивително нещо: той се влюбва в сляпата си колежка на име Риба. Той ѝ оказва внимание и я кани в огромната си къща. След романтична вечер, по време на която Долархайд възползвайки се от слепотата на Риба гледа видеоклипове на бъдещите си жертви, Риба го съблазнява. На следващия ден маниакът отива в музея в Бруклин, където се намира оригиналната рисунка на Блейк и след като зашеметява пазача, изяжда рисунката.
В същото време Греъм най-накрая разбира какво точно е свързало тези две ужасни престъпления: и едното, и другото семейство са предоставили домашните си видеоклипове на компанията Chromolux за професионална обработка. ФБР успява бързо да разбере, че Долархайд е главният заподозрян, но маниакът, осъзнавайки, че пръстенът около него се свива, действа по-бързо. Долархайд убива Ралф Манди, бивш любовник на Риба, и отвлича момичето. Той подпалва къщата си и имитира самоубийство, но не докосва Риба, защото я обича. Момичето успява да излезе от горящата къща, а по-късно, в пепелта, полицията намира останките на мъж с череп, счупен от изстрел в главата. Решавайки, че с маниака е свършено, Уил се връща във Флорида със семейството си, но по-късно Кроуфорд разбира, че изгорелият труп е на нещастния Манди, а Долархайд е жив и на свобода. В този момент маниакът влиза в къщата на Греъм и залавя сина му. След като използва параноичния страх на Долархайд от баба му, Уил успява да изтръгне сина си от ръцете на маниака, а съпругата на Греъм изпразва целия пистолет на мъжа си в Долархайд.
След известно време щастливият Уил, заедно със съпругата и сина си, лови риба в океана и д-р Лектър научава, че младо момиче от ФБР е дошло при него за помощ...

## Актьорски състав
| Актьор               | Роля                                                                                  |
| -------------------- | ------------------------------------------------------------------------------------- |
| Антъни Хопкинс       | Ханибал Лектър – доктор по медицина, маниак и канибал                                 |
| Едуард Нортън        | Уил Греъм – бивш агент на ФБР                                                         |
| Ралф Файнс           | Франсис Долархайд – маниак с прякор „Фея на зъбките“, работник в компанията Chromolux |
| Емили Уотсън         | Риба Макклейн – сляпа работничка във фотолабораторията на компанията Chromolux        |
| Харви Кайтел         | Джак Кроуфорд – високопоставен служител от ФБР, бивш шеф на Уил Греъм                 |
| Мери-Луис Паркър     | Моли Греъм – съпруга на Уил Греъм                                                     |
| Филип Сиймур Хофман  | Фреди Лаундс – скандален журналист на таблоида Tattler („Клюка“)                      |
| Бил Дюк              | шеф на градската полиция                                                              |
| Франк Уейли          | Ралф Манди – работник в компанията Chromolux                                          |
| Антъни Хилд          | д-р Фредерик Чилтън – шеф на психиатричната клиника, където е настанен д-р Лектър     |
| Франки Фейсън        | Барни Матюс – санитар от психиатричната клиника, където е настанен д-р Лектър         |
| Тайлър Патрик Джоунс | Джош Греъм – син на Уил Греъм                                                         |
| Кен Люнг             | Лойд Боуман – агент на ФБР                                                            |

## Интересни факти
- Антъни Хопкинс обявява преди снимките, че играе Ханибал Лектър за последен път.
- За да изглежда като мощен мъж във филма, Ралф Файнс се занимава интензивно със спорт и натрупва почти 7 кг мускулна маса за кратко време.
- В почивния си ден Антъни Хопкинс се появява на снимачната площадка, само за да гледа как работи Филип Сиймор Хофман. Във филма тези актьори нямат общи сцени.
- Долархайд е базиран на сериен убиец от Уичита, Канзас, който се нарича BTK. Това съкращение означава Bind (Вратовръзка), Torture (Изтезание), Kill (Убийство).
- Според Едуард Нортън актьорът е използвал всичките си хонорари за „Червения дракон“, за да финансира следващия си филм – „25-ият час“.
- Антъни Хопкинс участва в този филм 10 години след първото си представяне като Ханибал Лектър, но от гледна точка на сюжета и хронологията, „Червеният дракон“ предшества „Мълчанието на агнетата“. За да изглежда героят на Хопкинс по-млад, на актьора в близък план са премахнати дигитално възрастовите бръчки. Освен това Хопкинс трябвало да се подложи на диета и да свали почти 10 кг.
- Шон Пен и Николас Кейдж са обмислени за ролята на Долархайд, но в крайна сметка тя отива при Ралф Файнс.
- Началната сцена, в която общият план на Филхармонията се превръща в близък план на Ханибал, е препратка към филма „Смъртта и момата“ на Роман Полански, където точно същият план е използван във финалната сцена.
- Първият претендент за ролята на Уил Греъм е Итън Хоук, докато за ролята на Раб се смятана Теа Леони.
- Филмът първоначално трябваше да бъде режисиран от Майкъл Бей.
- Директорът на фотографията Данте Спиноти също е работил по „Преследвачът“ (1986), който е първата адаптация на романа на Томас Харис „Червеният дракон“.
- Китайският символ, който във филма е преведен като „Червен дракон“, всъщност означава „център“.
- Актьорът Антъни Хилд първоначално отказва да играе д-р Чилтън, защото е ангажиран в друг проект. Ролята на лекаря е предложена на Тим Рот, но в последния момент Хилд успява да участва в снимките.
- Според Хопкинс той е изобретил прочутия гладък глас на Ханибал Лектър, комбинирайки механичните интонации на компютъра на Хал от „Космическа одисея“ с гласа на Катрин Хепбърн.
- Сцената на „изгорения жив“ нахален журналист Лаундс е заснета с каскадьор, увит в огнезащитен костюм.
- В италианската версия на филма Харви Кайтел (Джак Кроуфорд) е озвучен от Енио Колтори, който играе комисар Ричи в „Ханибал“.
- Музиката в началото на филма е Скерцо от „Сън в лятна нощ“ на композитора Феликс Менделсон. Това е част от стандартния репертоар за прослушване на флейта за почти всеки оркестър, така че флейтистът трябва да го изпълнява безупречно.
- „Татуировката“ на гърба на Ралф Файнс отнема около осем часа.
- По време на сцената на срещата между Греъм и д-р Лектър в психиатрична клиника, режисьорът кара Нортън да изиграе страх, но Нортън категорично не се съгласява с аргумента, че неговият герой е опитен и смел агент на ФБР. Намерен е компромис, който подхожда както на актьора, така и на режисьора: след срещата с Лектър Греъм има огромни петна от пот под мишниците си, което показва колко развълнуван е бившият агент на ФБР.
- Последната сцена („Докторе, момиче е дошло при вас, агент на ФБР ...“) директно се отнася за началото на филма „Мълчанието на агнетата“.

## Награди и номинации
| Награда | Категория                                     | Номиниран(и)                                  | Резултат  |
| ------- | --------------------------------------------- | --------------------------------------------- | --------- |
| Сатурн  | Най-добър екшън, приключенски или трилър филм | Най-добър екшън, приключенски или трилър филм | номинация |
| Сатурн  | Най-добър актьор в поддържаща роля            | Ралф Файнс                                    | номинация |
| Сатурн  | Най-добра актриса в поддържаща роля           | Емили Уотсън                                  | номинация |
| Емпайър | Най-добра британска актриса                   | Емили Уотсън                                  | номинация |